# Eltz-kastély (Vukovár)
Az Eltz-kastély egy 18. századi főúri kastély Horvátországban, Vukovár városában. 

## Fekvése
A kastély Vukovár város központjában, a Vuka torkolatától északra, a Dunával párhuzamos Županjska utca és a Duna között, mintegy 3 hektáros területen áll. Délnyugati főhomlokzata az utcára, északkeleti udvari homlokzata pedig a Duna partján fekvő parkra néz.

## Története
A vukovári uradalmat 1736-ban vásárolta meg a Kueffstein családtól gróf Philipp Karl von Eltz-Kempenich mainzi érsek. Az eladást támogatta VI. Károly császár is, ezzel méltányolva az Eltz család támogatását a Franciaország elleni háborúban. Az érsek az uradalmat 1737. május 5-én vette birtokba. Ezután a család 208 évig volt az uradalom birtokosa, egészen addig, míg 1945-ben a jugoszláv hatóságok el nem vették. A mai is álló kastély elődjét még Kueffstein gróf építtette 1728 körül a hagyomány szerint egy török derviskolostor helyén. A régi kúria helyett Anzelmo Kazimir Eltz gróf 1749 és 1751 között új kúriát építtetett, amely a 18. és 19. századi bővítések és átépítések következtében a mai reprezentatív kastéllyá nőtte ki magát. Az épületen az első módosításokat 1781-ben és 1790-ben hajtották végre. Az átépítések eredménye a kastély 1817-ben készített térképén és az 1845-ben készült művészi képén is jól látható. A kastély végső formáját a 20. század első évtizedében nyerte el. Az átépítési munkák 1895-ben kezdődtek és 1907-ben fejeződtek be a bécsi építész Viktor Siedek tervei szerint. Ezután majdnem egy évszázadig a kastély nem változott jelentősen. Utolsó felújítása 1968 és 1970 között történt, amikor a városi múzeum igényei szerint alakították át. 1991-ben Vukovár ostroma során az épület majdnem teljesen elpusztult. A háború után a Horvát Köztársaság kormányának pénzeszközeiből az „Újlak-Vukovár-Vučedol kulturális örökségének kutatása, helyreállítása és újraélesztése” projekt keretében eredeti formájában állították helyre.

## Mai állapota
Az Eltz család kastélykomplexuma Szlavónia egyik legmonumentálisabb épületegyüttese. Magában foglalja a palota épületét, amely a gróf családjának rezidenciájaként szolgált, négy barokk kúriát, amelyben a nagyterületű uradalom igazgatása zajlott, gazdasági épületeket, a Szent Rókus kápolnát, az üvegházat, amely ma galéria és a parkot, amely az udvarról a Duna felé nyúlik. Végső, historizáló stílusú formáját a 20. század elején egy nagyszabású átépítés eredményeként kapta, mely a bécsi építész, Viktor Siedek tervei alapján történt. Ennek során a kastély központi részére háromszintes rizalitot építettek, ezzel az előző épület egyszerű formája méltóságteljessé és ünnepélyessé vált. Az utcára merőleges és hosszanti tengelyén
a kastélyt egész sor kiegészítő és melléképülettel építették össze, melyek formai megjelenése és mérete harmonizált a kastélyépület homlokzatának kialakításával. Ma a kastélyban található a Vukovári Városi Múzeum a helytörténeti gyűjteménnyel, a Bauer gyűjteménnyel, valamint a horvát és európai művészek adományainak gyűjteményével. 
A kastélyban található városi múzeumot 1946-ban alapították a Dr. Antun Bauer által a városnak adományozott római pénzekkel, bútorokkal, fegyverekkel és festményekkel. 1966-ban költözött az Eltz-kastélyba. A háború alatt a kastély súlyos károkat szenvedett, az ott tárolt gyűjteményeket részben megsemmisítették, más muzeális tárgyak visszavonhatatlanul eltűntek, egy részüket pedig Szerbiába vitték. A Horvát Köztársaság Kulturális Minisztériuma sok éves erőfeszítései és diplomáciai tevékenységének köszönhetően a gyűjtemény e részét Szerbiából 2001. december 13-án visszaadták Vukovárnak. Az 1991–1997 közötti időszakban a Vukovár Városi Múzeum a zágrábi Mimara Múzeumban működött, ahol 1992 végén létrehozták a száműzetésben lévő Vukovári Múzeum nevű gyűjteményt. A mai napig több mint 1500 kortárs horvát és európai művészeti alkotást gyűjtöttek össze ebben a gyűjteményben, melyet a felújítás után a kastélyban helyeztek el.